# Ґраткові шахи

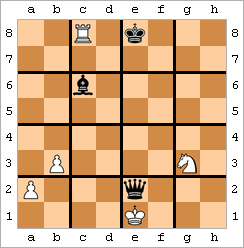
приклад позиції ґраткових шахів

Ґраткові шахи  — варіант шахів, що його винайшов Вальтер Стед 1953 року. У ці шахи грають на ґратковій дошці. Це звичайна 64-клітинна шахівниця з ґраткою ліній, які ділять поле на більші квадрати. Єдине правило регулює цей вид шахів: хід є законним тільки тоді, коли фігура, яка ходить, перетинає принаймні одну лінію ґратки.
Цей варіант шахів не обминули своєю увагою шахові композитори.

## Опис
Були випробувані різні варіанти ґратки, але оригінальний і безумовно найпопулярніший показано на малюнку справа. Тут ґратка ділить дошку на шістнадцять 2 × 2 квадратів.
У позиції на діаграмі білі можуть ходити як на a3 так і на a4, але не можуть пересунути пішака b. Чорні не можуть грати Bd5, але можуть використати будь-який інший рух слона. Якщо вони хочуть поставити свого слона на d5, то це займе два ходи (наприклад, спочатку Ba8, потім Bd5). Білий король не перебуває під шахом від ферзя, але перебував би, якби ферзь відступив крок назад на Qe3. Білий король не може побити ферзя, а білий кінь здатен. Чорний король, з іншого боку, перебуває під шахом від тури на c8. Чорні не можуть піти від шаха як у стандартних шахах на Ke7 або Kf7, оскільки ці кроки не перетнуть лінію ґратки. Однак вони можуть грати Kd7 і Kd8, внаслідок чого король опиняється в тій самій великій клітині, що й тура.

## Приклад задачі

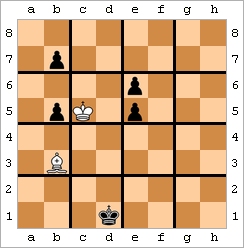
кооперативний мат за чотири ходи

Показана шахова задача виграла перший приз на першому турнірі зі складання задач із ґратковими шахами. Її склав Г. Тернблад і опублікував у себе журнал Fairy Chess Review 1954 року. Це кооперативний мат за чотири ходи (чорний ходить першим і співпрацює з білим, щоб отримати мат упродовж чотирьох ходів). Рішення: 

1. Ke2 Bc4+ 2. Kd3
Король переходить на той самий великий квадрат, що й слон, і таким чином йде від шаха.
2… Bxb5+
Чорні переводять слона через лінію ґратки і таким чином дають шах знову.
3. Ke4 Bc6+ 4. Kd5
два королі можуть співіснувати поряд один з одним, поки вони перебувають в одній і тій самій великій клітині.
4… Bxb7#
Ця проблема показує відповідність між шляхами, які проходять король і слон. Варто відзначити, що король чорних не може потрапити на d5 напряму Kd1–d2–d3–d4–d5, оскільки два з цих кроків не перетинають лінії ґратки, а Kd1–e2–e3–d4–d5 неможливе, оскільки на d4 він перебуває під шахом короля білих.